# Templo de Liṅgarāja

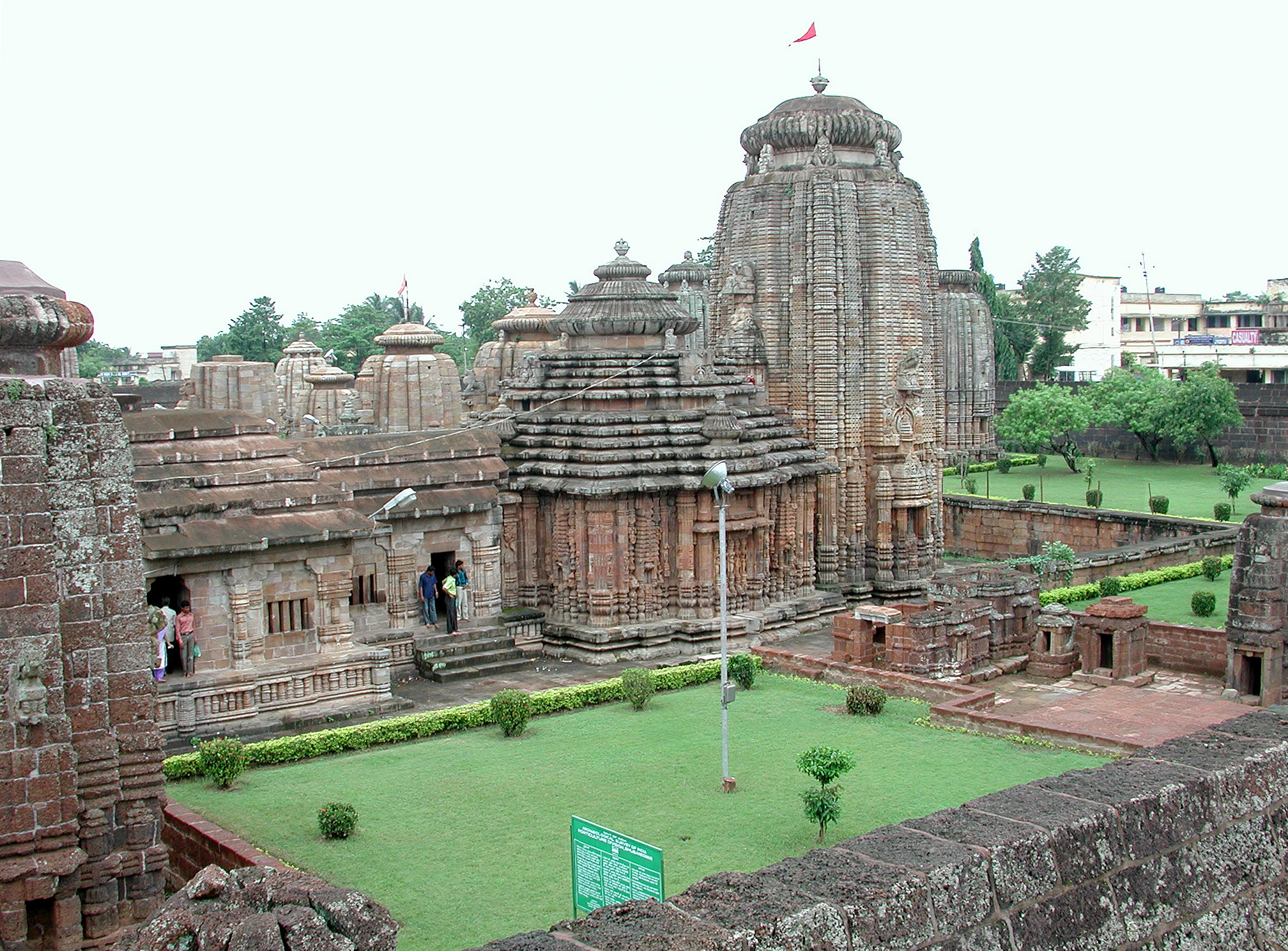
Templo de Liṅgarāja, Bhubaneśvara.

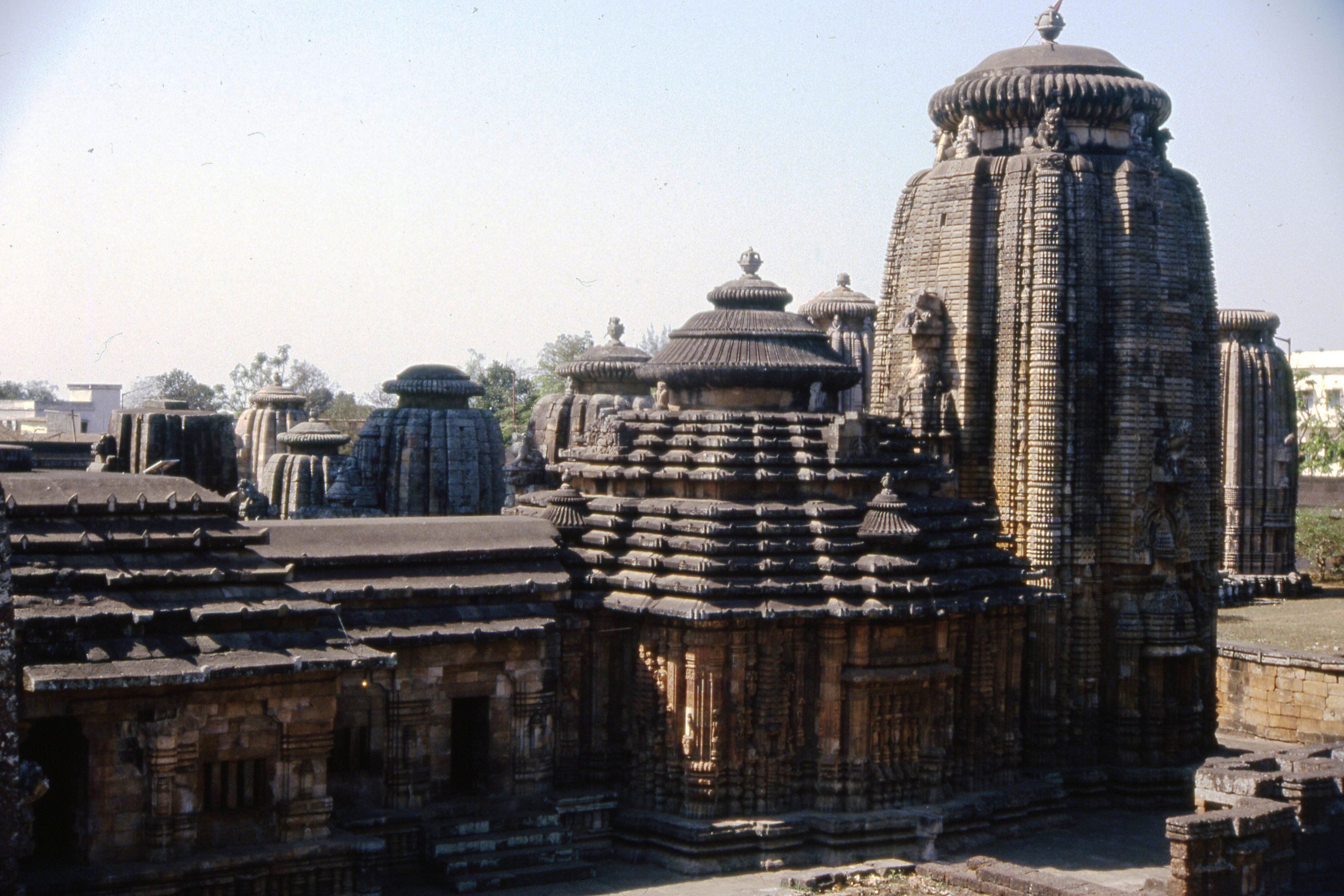
Vista lateral del templo de Liṅgarāja, Bhubaneśvara.

El templo de Liṅgarāja (लिंगराज मंदिर) se encuentra en Bhubaneśvara (Orissā). Fue construido entre 1090 y 1104 por el rey Jajati Keshari. El templo está dedicado a Śiva Liṅgarāja («rey de los liṅgam»), debido al ancestral culto al liṅgam (falo), símbolo sexual masculino proveniente de antiguos ritos neolíticos de la fertilidad, que fue asumido por el hinduismo. Este templo es inaccesible a los no hindúes.
Pertenece a la tipología del nagara, templo característico de la arquitectura hindú, concretamente al denominado estilo de Orissā, caracterizado por la construcción en arenisca roja, con volúmenes yuxtapuestos comunicados por un estrecho pasillo. A este estilo pertenecen, además del templo de Liṅgarāja, el templo de Sūrya en Koṇārak y el de Jagannātha en Purī.
Es un conjunto de varios edificios situados en un recinto de 160 x 135 metros, donde destaca el śikhara, en forma de torre maciza que se va curvando con la altura, culminando en un pináculo con un disco de piedra (amalaka) y un vaso ornamental (kalasa). Las paredes exteriores están decoradas con esculturas, mientras que la celda interior contiene un liṅgam (símbolo masculino) en forma de bloque de granito, sobre un yoni (símbolo femenino). Es de remarcar que el śikhara está decorado exteriormente con relieves en miniatura del propio śikhara, ejemplo de la fascinación que los hindúes tenían por los números y la multiplicación de elementos.
El templo es uno de los bienes incluidos desde el 15 de abril de 2014 en el ámbito de «Ekamra Kshetra – La ciudad templo, Bhubaneswar», el centro histórico inscrito en la Lista Indicativa de la India —paso previo a ser declarado Patrimonio de la Humanidad—, en la categoría de bien cultural (n.º. ref 5916).